# Blanchard (Misuri)
Blanchard es un lugar designado por el censo ubicado en el condado de Atchison en el estado estadounidense de Misuri. En el Censo de 2010 tenía una población de 22 habitantes y una densidad poblacional de 16 personas por km².

## Geografía
Blanchard se encuentra ubicado en las coordenadas 40°34′30″N 95°12′40″O / 40.57500, -95.21111. Según la Oficina del Censo de los Estados Unidos, Blanchard tiene una superficie total de 1.38 km², de la cual 1.38 km² corresponden a tierra firme y (0%) 0 km² es agua.

## Demografía
Según el censo de 2010, había 22 personas residiendo en Blanchard. La densidad de población era de 16 hab./km². De los 22 habitantes, Blanchard estaba compuesto por el 100% blancos, el 0% eran afroamericanos, el 0% eran amerindios, el 0% eran asiáticos, el 0% eran isleños del Pacífico, el 0% eran de otras razas y el 0% pertenecían a dos o más razas. Del total de la población el 0% eran hispanos o latinos de cualquier raza.